# 국가임상시험사업단
한국임상시험산업본부(國家臨床試驗事業團, Korea National Enterprise for Clinical Trial, KoNECT)는 신약개발을 위한 임상시험 인프라확충을 위해 정부, 학계, 산업계가 뜻을 모아 설립한 보건복지부 지정사업단이다. 2007년 출범하였으며, 서울특별시 종로구 대학로 101번지 의과학관 1층에 위치한다. 2014년 3월 사업 종료를 앞두고 있다.

## 연혁
- 2004년 4월 '임상시험기반지원을 위한 사전기획연구' 수행
- 2004년 12월 9개 지역임상시험센터 선정( ~ 2006년 5월)
- 2007년 10월 9일 제5회 보건의료기술정책심의위원회 국가임상시험사업단 전환 계획(안)' 상정
- 2007년 10월 16일 국가임상시험사업단장 공모 공고
- 2007년 11월 19일 제8회 보건의료기술정책심의위원회 국가임상시험사업단장 후보 선정평가 결과(안) 의결
- 2007년 12월 14일 국가임상시험사업단장(신상구) 장관임명장 수여, 국가임상시험사업단 사무국 및 위원회 설치 · 구축

## 지역임상시험센터
국가임상시험사업단은 지역임상시험센터 지원단을 구성해 선진국 수준의 임상시험을 수행하기 위한 임상시험인프라 구축을 지원하고 있다.
- 서울대학교병원 임상시험센터
- 인제대학교 부산백병원 임사시험센터
- 경북대학교병원 임상시험센터
- 아주대학교의료원 임상시험센터
- 연세대학교의료원 임상시험센터
- 전남대학교의료원 임상시험센터
- 가톨릭중앙의료원 임상연구지원센터
- 서울아산병원 임상연구센터
- 전북대학교병원 임상시험센터
- 삼성서울병원 임상시험센터
- 인하대병원 임상시험센터
- 충남대학교병원 임상시험센터
- 동아대학교의료원 임상시험연구센터
- 부산대학교병원 임상시험센터